# Аждахакі
Аждахак (вірм. Աժդահակ) — у вірменській міфології людиновішап (людинодракон). Відповідає іранському Ажи-Дахаку. 
Аждааки-вішапи, живуть у високих горах, у великих озерах, на небі, в хмарах. Піднімаючись на небо або спускаючись вниз на озера страшно гуркочуть, змітають все на своєму шляху. Рухи аждахаків під землею викликають землетруси. Якщо вішап доживає до тисячі років, він може поглинути увесь світ. 
В епосі «Віпасанк» Аждахак - цар марів ( мідян), виступає противником вірменського царя Тиграна. Побоюючись Тиграна, який підкорив багато народів, Аждахак замишляє вбити його. Домігшись руки Тигрануї - сестри Тиграна, Аждахак розраховує використовувати її для його умертвіння. Однак Тигрануї таємно дає знати брату про підготовку проти нього змову. Тигран, дізнавшись про підступність Аждахака, йде на нього війною, вивільняє сестру, вбиває Аждахака в бою, бере в полон першу дружину Аждахака Ануйш і безліч марів, яких переселяє до  Вірменії, на схід від Масіс (згідно з народною етимологією, мар - «змія, Вішап», тому Ануйш називали «мати Вішапів»). Ось як описує ці події Мовсес Хоренаці:
Я возношу хвалу моему доблестному бойцу-копьеносцу, отличавшемуся совершенством тела, соразмерного во всех своих частях, ибо он был и крепким, гармоничным во всем и по силе не имел себе равных. Но зачем я тяну свой рассказ? Ибо в завязавшемся бою Тигран вспарывает своим копьем крепкую железную броню Аждахака, как воду, насаживает его на длинное острие копья и, рванув назад руку, вырывает вместе с оружием половину его легких. Но схватка была ужасна, ибо храбрецы, столкнувшиеся с храбрецами, не спешили обратиться друг к другу спиной. Поэтому сражение длилось много часов. И завершилось дело только со смертью Аждахака. Этот случай, прибавившись к удачам Тиграна, послужил умножению его славы.
Аждахак — иранский Ажи-Дахака, буквально «Дракон Дахака». Это имя выступает здесь вследствие внешнего сходства как эквивалент имени индийского царя Астиага (585—550 гг. до н. э.), который был свергнут Киром, у Мовсеса же Хоренаци, соответственно, Тиграном, в союзе с Киром. 
Сказання, що відбиває історичні події (завоювання Тиграном II столиці  Великої Мідії Екбатана; шлюб царя  Малої Мідії, союзника  вірмен, з дочкою Тиграна), включає і чисто міфологічний матеріал, дійові особи виступають в ньому і як люди, і як вішапи. Міфологічним персонажем є сам Аждахак. У стародавньому «грозовому» міфі вішап грози викрадає сестру або дружину бога грози і тримає її у себе; ці ролі в епосі грають Аждахак, Тигран і Тигрануї.